# Bank of America Stadium
Il Bank of America Stadium (precedentemente Carolinas Stadium dal 1994 al 1996 e Ericsson Stadium dal 1996 al 2004) è uno stadio situato a Charlotte, Carolina del Nord.
Attualmente ospita la squadra di calcio del Charlotte FC, militante in MLS, e la squadra di football americano dei Carolina Panthers. L'impianto ha anche ospitato diverse partite degli East Carolina University Pirates.

## Storia
Lo stadio, prima della sua inaugurazione, era noto come Carolinas Stadium, nome ancora utilizzato durante eventi FIFA; dopo l'apertura nel 1996 venne rinominato Ericsson Stadium in seguito all'acquisto da parte della compagnia svedese Ericsson dei diritti di denominazione per 10 anni per 25 milioni di dollari. Nel 2004, lo stadio venne rinominato Bank of America Stadium in seguito all'accordo per la vendita ventennale dei diritti di denominazione alla Bank of America.
I Carolina Panthers hanno giocato qui la loro prima partita il 14 settembre 1996; in quella stessa stagione sconfissero in casa i campioni uscenti dei Dallas Cowboys. I Panthers sono tuttora imbattuti nelle partite di playoff giocate al Bank of America Stadium.

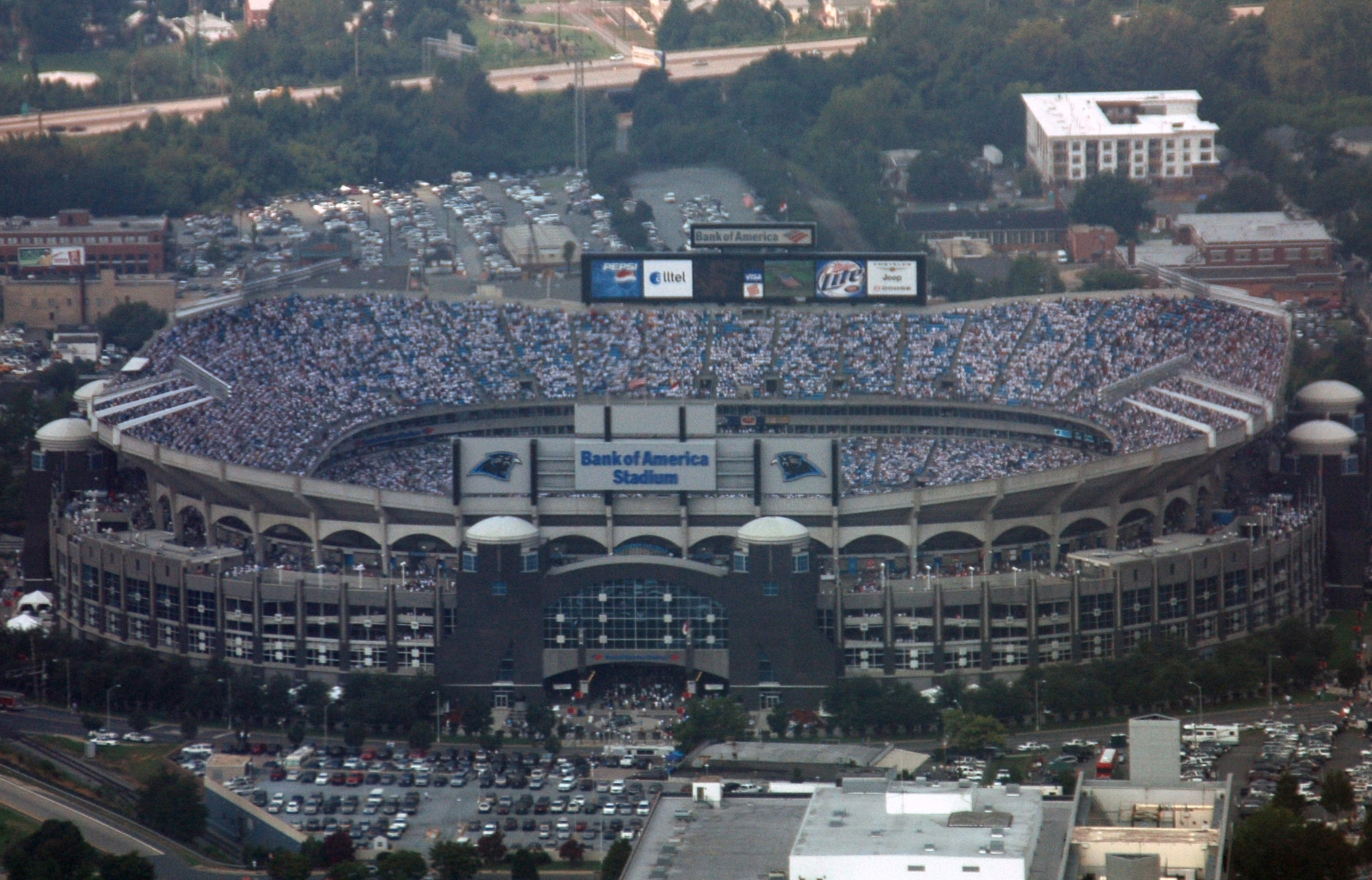
Lo stadio nel 2006

Dal 2022, l'impianto ospita le partite casalinghe della squadra dell'MLS del Charlotte FC. Il 6 marzo 2022, giorno della prima gara ufficiale in casa della storia del club (persa per 0-1 contro il LA Galaxy, decisiva la rete di Efraín Álvarez), lo stadio ospita 74.479 spettatori, battendo il record precedentemente stabilito dall'Atlanta United per la MLS Cup 2018, quando al Mercedes-Benz Stadium arrivarono 73.019 spettatori.
Il 13 dicembre 2023 fu annunciato il rinnovo dell'accordo per i diritti di denominazione dello stadio tra i Carolina Panthers e Bank of America.